# 捕風捉影
《捕風捉影》（英語：The Capture）是一部英國犯罪懸疑類型的電視迷你劇，由班·查南（Ben Chanan）編劇並擔當導演，荷莉黛·葛蘭格、卡倫·透納、班·邁爾斯、蘿拉·哈德克、貝瑞·沃德和拉爾夫·尹愛森主演。電視劇第一季由2019年9月3日至10月8日在BBC One播出。電視劇第二季由2022年8月28日至9月12日播出。

## 劇情

### 第一季
前英國特種部隊准下士尚恩·艾莫瑞被判定在阿富汗犯下戰爭罪而入獄，後得善於處理人權案件的訴訟律師漢娜·羅勃茲幫助下，上訴得直被改判無罪。但在尚恩獲釋當晚，他被指控綁架並懷疑殺害漢娜，而且有監控錄影佐證，但尚恩堅持自己沒有犯案，更指指證他的監控錄影片段是偽造。負責尚恩案件的督察瑞秋·卡蕾發現除監控錄影片段外，沒有其他漢娜被綁架殺害的證據，而且國家情報部門突然介入此案，要求警方不可以將監控錄影片段作為指控尚恩的證據，令警方無法落案起訴尚恩。瑞秋認為案件疑點重重，開始質疑錄影片段的真實性，以及案件背後可能涉及更大的陰謀。

## 演員與角色
- 荷莉黛·葛蘭格（英语：Holliday Grainger） 飾演 瑞秋·卡蕾（Rachel Carey）
- 卡倫·透納 飾演 尚恩·艾莫瑞（Shaun Emery）
- 班·邁爾斯（英语：Ben Miles） 飾演 丹尼·哈特（Danny Hart）
- 蘿拉·哈德克 飾演 漢娜·羅勃茲（Hannah Roberts）
- 貝瑞·沃德（英语：Barry Ward (actor)） 飾演 查理·霍爾（Charlie Hall）
- 拉爾夫·尹愛森 飾演 亞歷克·博伊德（Alec Boyd）

### 拍攝
第一季第一集中的監獄場景在英格蘭肯特郡的坎特伯雷監獄拍攝。其他室內場景在倫敦羅瑟希德的夜總會和碎片大廈等地取景拍攝。

### 第一季集數
| 集數 | 標題 | 譯名   | 導演    | 編劇    | 首播日期      | 英國收視人數 （百萬） |
| ---- | ---- | ------ | ------- | ------- | ------------- | --------------------- |
| 1    |      | 待公佈 | 班·查南 | 班·查南 | 2019年9月3日  | 7.69                  |
| 2    |      | 待公佈 | 班·查南 | 班·查南 | 2019年9月10日 | 7.15                  |
| 3    |      | 待公佈 | 班·查南 | 班·查南 | 2019年9月17日 | 7.53                  |
| 4    |      | 待公佈 | 班·查南 | 班·查南 | 2019年9月24日 | 7.55                  |
| 5    |      | 待公佈 | 班·查南 | 班·查南 | 2019年10月1日 | 6.04                  |
| 6    |      | 待公佈 | 班·查南 | 班·查南 | 2019年10月8日 | 6.65                  |

## 迴響

### 評價
《捕風捉影》在影視匯總點評網站爛番茄上獲得95%的新鮮度，8.33/10分（20位劇評人）。

## 獎項
| 年度 | 獎項                 | 類別       | 入圍者    | 結果 | 來源  |
| ---- | -------------------- | ---------- | --------- | ---- | ----- |
| 2020 | 第66屆英國電視學院獎 | 最佳男主角 | 卡倫·透納 | 待定 | [ 6 ] |

## 資料來源
1. ↑  Kent Film Office. .   [2020-06-26]. （原始内容存档于2019-10-29）.
2. ↑  . 廣播時報.   [2019-11-30]. （原始内容存档于2019-12-15）.
3. 1 2  . Next Episode.   [2019-09-11]. （原始内容存档于2019-08-30）.
4. ↑  . BARB. （原始内容存档于2019-12-03）.
5. ↑  . 爛番茄.   [2020-06-24]. （原始内容存档于2020-12-24）.
6. ↑  . 2020-06-04  [2020-06-26]. （原始内容存档于2020-06-04） –www.bafta.org.

## 外部連結
- 在BBC Programmes了解《捕風捉影》（英文）

- 互联网电影数据库（IMDb）上《捕風捉影》的资料（英文）